# Literatura sapiencial

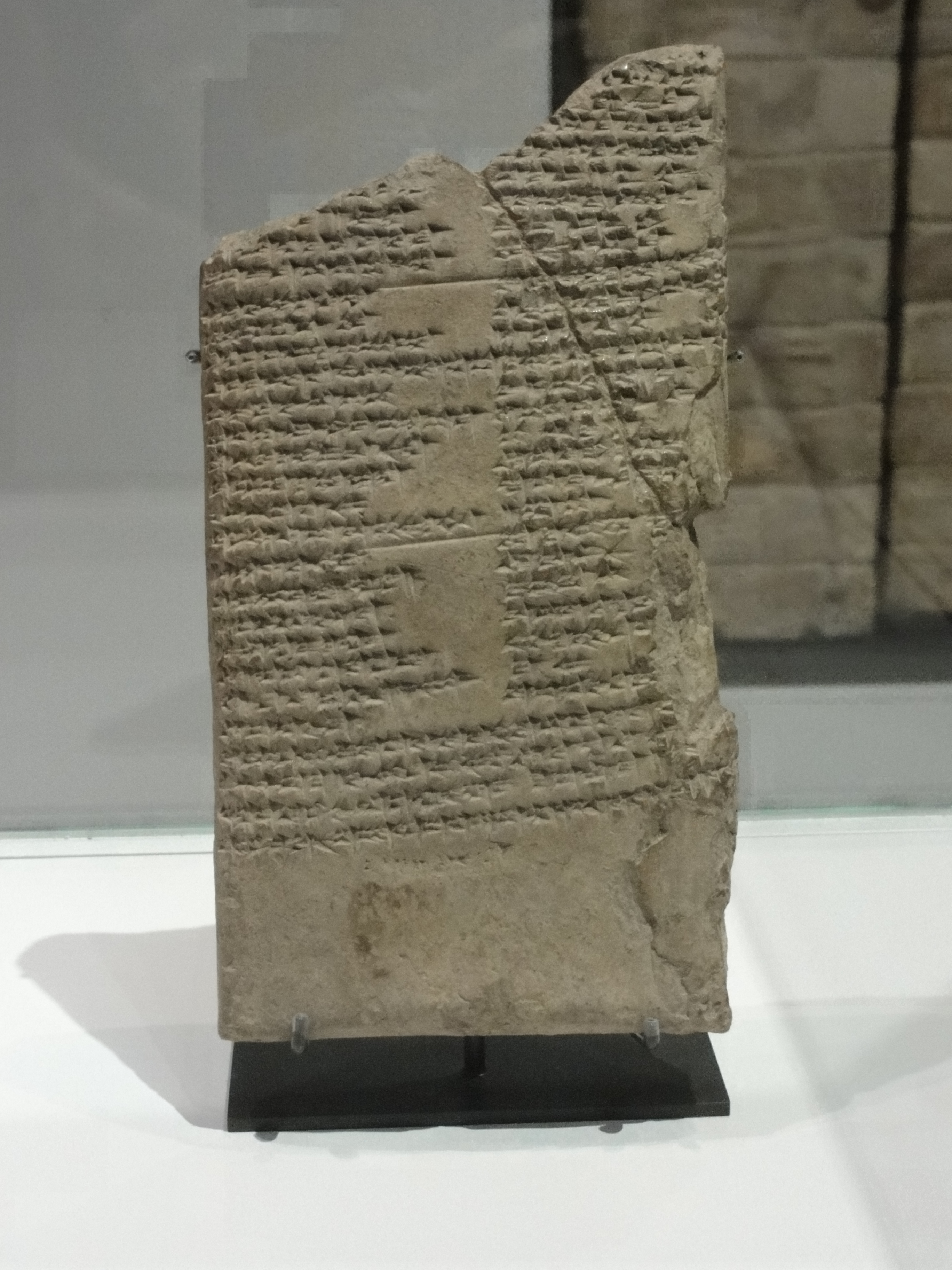
Tauleta del Diàleg entre un home i el seu Déu, c. segles XIX-XVII ae, Louvre

La literatura sapiencial és un gènere literari comú a l'Antic Orient Pròxim que conté declaracions de savis que donen ensenyaments sobre la divinitat i la virtut. Malgrat que aquest gènere fa servir tècniques narratives orals tradicionals, es va difondre de manera escrita.
La literatura sapiencial més antiga coneguda es remunta a mitjan III mil·lenni abans de la nostra era, i procedeix de Mesopotàmia i Egipte. Aquestes àrees van continuar produint literatura sapiencial durant els dos mil·lennis i mig següents. La literatura sapiencial de les cultures grega, xinesa i índia començà a aparéixer a mitjan I mil·lenni abans de la nostra era. En el mil·lenni I ae va sorgir literatura sapiencial grecoegipcia, i alguns dels elements de la qual s'incorporaren més tard al pensament islàmic.
Un altre gènere comú són les obres existencials que tracten de la relació entre l'ésser humà i Déu, les recompenses i càstigs divins, la teodicea, el problema del mal i per què li ocorren coses dolentes a la gent bona. El protagonista sol ser-ne una bona persona assetjada per la tragèdia, que intenta comprendre la seua malastrugança en la vida. L'exemple més conegut n'és el Llibre de Job, tot i que va ser precedit i probablement es basà en obres mesopotàmiques anteriors com ara La teodicea babilònica, el poema escrit en accadi Ludlul bel nemeqi ('Lloaré al Senyor de la saviesa' o 'El poema del just que sofreix'), el Diàleg entre un home i el seu Déu, també en accadi o el sumeri L'ésser humà i el seu Déu.
El gènere literari dels espills de prínceps, amb una llarga història en la literatura islàmica i renaixentista occidental, és un cognat secular de la literatura sapiencial. En l'antiguitat clàssica, la poesia didàctica d'Hesíode, en concret els Treballs i els dies, es considerava una font de coneixement com la literatura sapiencial d'Egipte, de Babilònia, de Palestina o l'Índia. La poesia preislàmica conté molts poemes de saviesa, com ara la poesia de Zuhayr bin Abi Sulma (520-609).

## Categorització
Gran part de la literatura sapiencial es pot classificar en dos tipus: la "saviesa positiva" conservadora, i la "saviesa negativa" crítica o "literatura de la vanitat":
- Saviesa positiva conservadora: consells pragmàtics sobre el capteniment i els actes escaients, com aconseguir l'èxit en la vida, com viure una vida bona i plena, etc. Entre els exemples d'aquest gènere hi ha els Proverbis, les Instruccions de Xuruppak i la primera part d'Un diàleg entre Šūpê-amēli i el seu pare (literatura accàdia, Sima Milka).[3][4][5]

- Saviesa crítica negativa (també coneguda com a "literatura de la vanitat" o "saviesa en protesta"): amb una actitud més pessimista, que sovint expressa escepticisme sobre l'abast dels avanços humans, i ressalta la indefugibilitat de la mort, advocant pel rebuig dels guanys materials, i expressant la visió del carpe diem que, ja que res té valor intrínsec ("tema de la vanitat") i que tot arribarà a la fi ("tema del memento mori"), caldria gaudir la vida al màxim mentre es puga ("tema del carpe diem").[3][1][4][5] Exemples d'aquest gènere poden ser el Llibre de l'Eclesiastés, les mesopotàmiques Balada dels primers governants i Enlil i Namzitarra, o la segona part de Sima Milka (la resposta del fill).[5]

## Literatura de l'Antiga Mesopotàmia
La literatura sapiencial de Sumèria i Babilònia és una de les més antigues del món. Els documents sumeris daten del III mil·lenni abans de la nostra era, i els babilonis, del II ae. Molts dels textos existents descoberts a Nippur són tan antics com del segle xviii ae. La majoria en són en forma de diàlegs o himnes, com l'Himne a Enlil, el Totpoderós de l'antiga Sumèria.
Els proverbis eren molt populars a Sumèria, amb moltes rondalles i anècdotes, com ara el Debat entre hivern i estiu, que l'assiriòleg Samuel Noah Kramer assenyala com a paral·lel a la història de Caín i Abel del Llibre del Gènesi i la forma de disputa és semblant a la que es produeix entre Job i els seus amics en el Llibre de Job (escrit cap al segle vi abans de la nostra era).
Altres textos antics mesopotàmics són paral·lels al Llibre de Job, com ara el sumeri L'home i el seu Déu (transformat pels antics babilonis en Diàleg entre un home i el seu Déu, dels segles XIX-XVI abans de la nostra era) i el text accadi El poema del just sofrent. Aquest darrer tracta sobre un home que ha estat fidel tota la seua vida i, així i tot, sofreix injustament fins que, en acabant, és alliberat de les penes. L'antic poema conegut com la Teodicea babilònica, dels segles XVII al X abans de la nostra era, també presenta un diàleg entre un patidor i el seu amic sobre la injustícia del món.
La narració aramea del segle v Paraules d'Ahiqar està reblert de dites i proverbis, molts semblants a aforismes babilònics i perses, així com amb passatges semblants a parts del Llibre dels proverbis i uns altres a la deuterocanònica Saviesa de Siràcida.

### Exemples notables en l'Antiga Mesopotàmia
- Instruccions de Xuruppak (mitjan III mil·lenni ae, Sumer): és la literatura sapiencial més antiga que es coneix, i una de les més longeves i difoses de Mesopotàmia.[11][1][12][2][1][13] Presenta els consells d'un pare (Xuruppak) al seu fill (Ziusudra) sobre aspectes de la vida, des de la conducta personal fins a les relacions socials. Les Instruccions contenen preceptes com els inclosos posteriorment en els Deu manaments, i altres dites que es recullen en el bíblic Llibre dels proverbis.[14][11]

- Consells de saviesa (també coneguts com a Ensenyaments dels savis): un recull de 150 línies de proverbis sumeris i accadis que cobreixen gran varietat de temes, incloent-hi la conducta ètica i la saviesa. Temes específics en són: quina mena de companyia mantenir; evitar i difondre els conflictes, la importància de la correcció en la parla, la recompensa de la pietat personal...[15]

- Instruccions d'Ur-Ninurta (primeria del II mil·lenni ae): inclou dues seccions de saviesa: "les instruccions del déu" i "les instruccions del llaurador". Les "instruccions del déu" recomanen un comportament religiós i moral escaient, contrastant la recompensa dels temorosos de Déu amb el càstig dels desobedients. Les "instruccions del llaurador" contenen consells agrícoles.[2] El text acaba amb breus expressions d'humilitat i submissió.[16][17]

- Instruccions de Shupe-Ameli (és a dir: "S(h)ima Milka" o "Escolta el consell"): Un pare dona al seu fill "saviesa positiva" conservadora (treballar amb els amics, evitar males companyies, no desitjar dones d'altres homes...); el fill contraataca, però, amb "saviesa negativa" crítica, trobada en el gènere sapiencial de "literatura de vanitat" o "saviesa en protesta" (tot és inútil, perquè moriràs).[1][3]

- Nig-Nam Nu-Kal ('Res no té valor'): un recull de consells sumeris que celebren la vida amb la repetida tornada de "Res no té valor, però la vida és en si dolça".[1]

- Poema del just que sofreix (Ludlul bel nemeqi): comença amb "Lloaré al senyor de la saviesa", com a himne de gràcia al déu suprem babiloni Marduk, en què un fidel, en soliloqui, pregunta per què, sent tan devot, en la seua malaltia, permet que sofrisca, injustament, tantes adversitats en la vida. En acabant, gràcies a l'acció benèfica de Marduk que "pot retornar a la vida qui jau en la fossa", presagia la seua salvació. L'obra conclou amb una oració a Marduk.

- Teodicea babilònica: Poema acròstic de 27 estrofes, cadascuna d'11 versos, escrit en llengua babilònica mitjana (1600 - 900 abans de la nostra era). El poema també s'ha denominat Un diàleg accadi sobre la injustícia del món.[18]  És un diàleg entre dos amics. Un d'ells sofreix, i el poema li revela els actes de maldat comesos per les persones de la societat que li envolta, mentre que l'altre és mostrat intentant afegir perspectiva a aquests actes de dubtosa moralitat, afirmant l'ocurrència de la justícia dins de l'ordre de tot el que existeix (en l'univers), un ordre fet per una divinitat.[19]

## Literatura de l'Antic Egipte
En la literatura de l'Antic Egipte, la literatura sapiencial pertanyia al gènere sebayt ('ensenyament'), que va florir durant el Regne Mitjà d'Egipte i esdevingué canònica durant l'Imperi Nou. Empra les denominades instruccions o ensenyaments; també, però, petits poemes, amb temes universals que preocupen l'ésser humà com els mals de la vida, el patiment, les injustícies, els dubtes davant el més enllà de la mort... En realitat, gran part de la literatura sapiencial de l'Antic Egipte s'ocupa de la vida després de la mort. Alguns textos són dialogats, com ara Debat entre un home i la seua ànima, que presenta un home del Regne Mitjà queixant-se de la vida mentre parla amb la seua ba.
Altres textos mostren diferents punts de vista sobre la vida després de la mort, inclòs l'escèptic racionalista La immortalitat dels escriptors i els Cants de l'arpista: aquest darrera oscil·la entre la confiança esperançada i el dubte raonable.

### Exemples notables a l'Antic Egipte
Entre les obres més destacades d'aquest gènere, i que han tingut més repercussió en la literatura occidental, hi ha:
- Instruccions de Kagemni: Kagemni, djati de Snefru, es presenta com a deixeble abans que mestre de les virtuts i la moral. Està escrit com una guia pràctica de consells per al fill d'un djati, aconsellant que s'ha de seguir el camí de la modèstia i la moderació, en contrast amb el que ha d'evitar-se, l'orgull i la golafreria. La persona més virtuosa és la silenciosa, modesta, calmada i que es controla. *Lichtheim, Miriam (1996). Lichtheim, Miriam. «cap. Didactic literature». A: Ancient Egyptian Literature: History & Forms.  Ed. E.J. Brill, 1996. ISBN 90-04-09925-5.

- Les Màximes de Ptahhotep o Instruccions de Ptahhotep: recull de proverbis morals, obra d'un administrador egipci durant la Dinastia V d'Egipte. Comença amb una introducció del djati Ptahhotep adjudicant l'autoria al seu avi, explicant que aquest, que ha dedicat la seua vida a aconseguir la saviesa, mai no pot arribar al ple coneixement. Perquè l'individu siga just ha de ser capaç de controlar-se, tant davant els superiors com els inferiors. Qui aconsegueix el coneixement ho fa gràcies a l'energia de la seua ka, i commina el seu fill a obeir els seus superiors per a aconseguir la prosperitat i la vida en l'altre món, ja que el Ka de cada persona depén del ka del faraó. Agraeix al faraó haver-li concedit una llarga vida, per haver acabat totes aquestes màximes, que explica al seu fill, i demana que les transmeta als seus successors.[22] Aquestes màximes serviren de model per a la formació dels fills i moltes en són semblants a les existents en el Llibre dels Proverbis.

- Instruccions d'Amenemhet o Ensenyaments del rei Amenemhet al seu fill Senusret: poema escrit a Egipte durant el Regne Mitjà, com un monòleg que l'esperit del rei assassinat Amenemhet I dirigeix al seu fill Senusret I. Descriu la conspiració que propicia la seua mort, i insta el seu fill perquè no confie en ningú.[23] També fa una apologia del regnat del vell faraó, i acaba exhortant a Senusret a governar sàviament seguint els passos de son pare.

- Ensenyament lleialista: se suposa escrit pel djati Kairsu de principis de la Dinastia XII d'Egipte. Comprén uns 145 versicles, on s'emfasitzen les virtuts de la lleialtat al faraó governant i les responsabilitats que s'han de mantenir pel bé de la societat. Instrueix els seus fills perquè respecten i obeïsquen sempre el faraó. Es deixa clar que el faraó destruirà els seus enemics, i cuidarà dels seus partidaris. També instrueix els seus fills en el fet que han de respectar la gent comuna i complir amb els deures que els han estat assignats en la societat.[24]

- Història del camperol eloqüent: datada probablement en la Dinastia XII d'Egipte. Narra la història d'Inpu, un llaurador de l'Oasi de la Sal (actual Uadi el Natrun), a qui li roben la caravana quan es dirigeix al mercat d'Heracleòpolis Magna per a canviar productes per altres mercaderies. El pagés acudeix davant l'intendent Rensi per a exposar-li el seu cas, i llança acusacions sobre la corrupció que regnava a Egipte. Rensi en recull per escrit les queixes i li les trasllada al faraó Neferkahor. La història acaba amb la justícia impartida per Rensi en nom del faraó, i li retorna al llaurador els béns robats i el lladre és obligat a servir-li com a esclau. (Literatura pessimista: Conte del pagés. En Egiptomania. Consultat el 24 de novembre del 2023.)

- En himnes, com en Oració a Ra (c. 1230 a. C.) es confessen els pecats i es demana clemència:

"No em castigues pels meus molts pecats, [perquè] soc algú que no es coneix pas a si mateix, soc una persona sense sentit. Em passe el dia darrere la meua [pròpia] boca, com una vaca darrere de l'herba.

## Tradició hermètica
El Corpus Hermeticum és una obra de literatura sapiencial grecoegípcia en forma de diàleg entre Hermes Trismegist i un alumne. La major part del text és dels segles I-IV, tot i que els materials originaris dels textos poden ser més antics. Alguns estudis confirmen que la naturalesa sincrètica de l'hermetisme va sorgir durant l'època de l'Egipte romà; el contingut de la tradició, però, n'és paral·lel a la literatura sapiencial més antiga de l'Antic Egipte, i això indica orígens durant l'era faraònica. Els textos hermètics dels egipcis tractaven més aviat sobre la invocació d'esperits, l'animació d'estàtues, l'astrologia babilònica o la llavors nova pràctica de l'alquímia. Altres temes místics n'eren la unicitat divina, la purificació de l'ànima o el renaixement mitjançant la il·luminació de la ment.

### Hermetisme islàmic
La literatura sapiencial de l'hermetisme egipci acabà formant part de la tradició islàmica. Els abàssides consideraven els seus escrits herència sagrada dels profetes i del mateix Hermes, avantpassat del profeta Mahoma. En la versió dels textos hermètics conservada pels Germans de la Puresa (Ijwan as-Safa), Hermes Trismegist és identificat com l'antic profeta Idris, que segons la tradició, viatjà des d'Egipte al cel i a l'Edén, portant la Pedra Negra de tornada a la terra quan aterrà a l'Índia. La secta d'adoradors de les estreles coneguda com els Sabeus d'Harran també creia que la seua doctrina descendia d'Hermes Trismegist.

## Literatura sapiencial bíblica i textos jueus

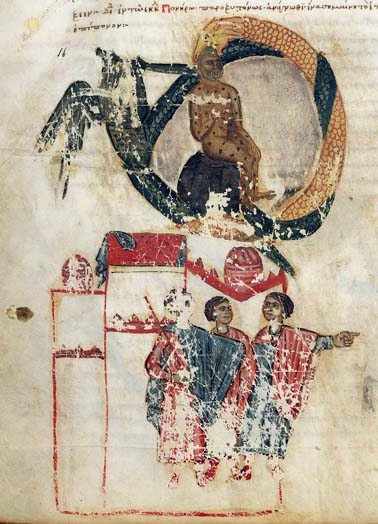
Manuscrit il·luminat que representa a Job, els seus amics i el leviatan. Atos, c. 1300

Els casos més coneguts de literatura sapiencial es troben en la Bíblia.
La saviesa, en grec sophia (σοφῐ́ᾱ) és la traducció en la Septuaginta grega per a l'hebreu Ḥokmot. És un tema central en els llibres sapiencials, açò és, Proverbis, Salms, Job, Càntic dels Càntics, Eclesiastés, Llibre de la Saviesa, Siràcida i, fins a un cert punt, el Llibre de Baruc. No se sol considerar que tots els Salms pertanguen a la tradició de la "saviesa". També se'n consideren sapiencials altres com l'Epístola d'Aristeas, Pseudo-Focylides i 4 Macabeus.

## Altres tradicions
- Analectes de Confuci, col·lecció d'aforismes d'aquest antic filòsof xinés.
- De officiis (Dels deures), obra filosòfica de Ciceró.
- Ètica a Nicòmac, tractat d'Aristòtil (384–322 ae).
- Meditacions de Marc Aureli.
- Puritat de puritats, obra del segle xiii  que presenta, en una llarga carta, Aristòtil, que escriu al seu deixeble Alexandre el Gran per a educar-lo com a persona i com a governant. És un llibre de naturalesa sapiencial que pren la forma d'un espill de prínceps.
- Subhashita, un gènere de la literatura sànscrita, una altra forma predominant de poesia sapiencial. Milers de versos que cobreixen una àmplia gamma d'ètica i rectitud han estat escrits i compilats en antologies anomenades Subhashitani per diferents autors al llarg de l'antiguitat i en el període medieval a l'Índia.[33]
- Els treballs i els dies, poema d'Hesíode (c. 750-650 ae) i Hávamál, de textos nòrdics antics (c. 1200), s'han analitzat en termes d'una transmissió oral de la literatura sapiencial a altres cultures.[34]
- Vides paral·leles de Plutarc de Queronea (46-120).